# Villa Copernic
La villa Copernic est une voie du 16e arrondissement de Paris, en France.

## Situation et accès
La villa Copernic est une voie privée située dans le 16e arrondissement de Paris. Elle débute au 40, rue Copernic et se termine en impasse.

## Origine du nom

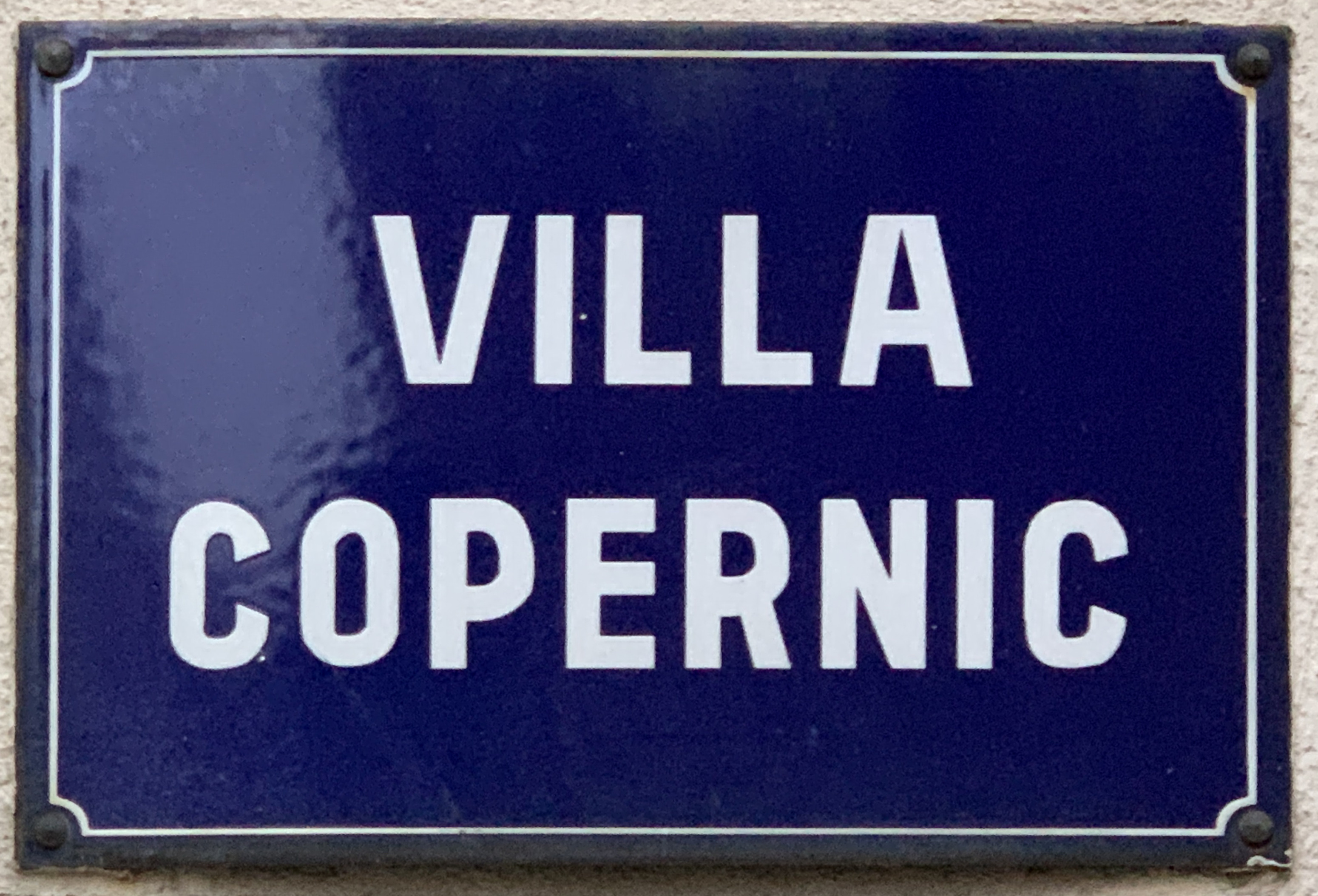
Plaque de la voie.

Elle porte le nom du mathématicien et astronome polonais Nicolas Copernic (1473-1543) en raison de sa proximité avec la rue éponyme.

## Historique
Cette voie est ouverte sous sa dénomination actuelle en 1890.

## Bâtiments remarquables et lieux de mémoire
- No 3 : ambassade du Liban.